# 아요 어데버리
아요 어데버리(영어: Ayo Edebiri 아이오 어데비리[*], 영어 발음: /ˈaɪoʊ/, 1995년 10월 3일 ~ )는 미국의 코미디언, 배우, 작가, 프로듀서이다.

## 출연 작품

### 영화
- 쉣하우스 (2020) - 에밀리 역
- 헬로, 굿바이, 그리고 그 사이의 모든 것 (2022) - 스텔라 역
- 바텀스 (2023) - 조시 역
- 스파이더맨: 어크로스 더 유니버스 (2023) - 글로리 그랜트 역 (목소리)
- 닌자터틀: 뮤턴트 대소동 (2023) - 에이프릴 오닐 역 (목소리)
- 인사이드 아웃 2 (2024) - 부럽 역 (목소리)
- 엘라 맥케이 (2025)
- 애프터 더 헌트 (2025) - 매기 프라이스 역

### 텔레비전
- 더 베어 (2022-) - 시드니 아다무 역
- 애봇 초등학교 (2023)